# Viktor Rydbergspriset
Viktor Rydbergspriset, formellt Smålands Akademi och Hall Medias kulturpris till minne av Viktor Rydberg, är ett kulturpris till Viktor Rydbergs minne, vid Smålands Akademis högtidssammankomst. Priset syftar till att uppmärksamma småländskt kulturliv. Pristagarna ska ha verkat i landskapet, och helst vara bosatta i Jönköpings, Kronobergs eller Kalmar län. Priset delades ursprungligen ut vart tredje år och prissumman var då 50 000 kronor, vilket år 2019 steg till 75 000 kronor. Efter en donation av Christina Hamrin utökades priset år 2022 till att årligen delas ut till två mottagare, en äldre och en yngre, och prissumman steg ytterligare till 100 000 kronor.

## Mottagare
- 2004: Viktor Rydbergsmuseet i Jönköping
- 2007: Josef Rydén
- 2010: Göran Rosenberg
- 2013: Per Rydén
- 2016: Majgull Axelsson
- 2019: Åsa Jungnelius
- 2022:[4] Anna Melle och Eric Luth
- 2023[5] Kosovare Asllani och Tore Lund
- 2024:[6] Negra Efendić, Margareta Petersson (litteraturvetarprofessor) och Christer Petersson (medicine doktor)